# Chondrosternum triste
Chondrosternum triste är en insektsart som beskrevs av Max Beier 1960. Chondrosternum triste ingår i släktet Chondrosternum och familjen vårtbitare. Inga underarter finns listade i Catalogue of Life.